# Клозе, Маргарете
Маргаре́те Кло́зе (нем. Margarete Klose, настоящее имя Фри́да Кло́зе нем. Frida Klose; 6 августа 1902, Берлин, Германская империя, ныне Германия — 14 декабря 1968, там же) — немецкая оперная певица (меццо-сопрано) и педагог.

## Биография
Окончила Берлинскую консерваторию. С 1927 выступала в театрах Ульма и Касселя. В 1929—1931 годах — в Национальном театре Мангейма. В 1931—1949 и в 1955—1961 годах — в Берлинской государственной опере, а в 1949—1958 годах — на сцене Немецкой оперы в Западном Берлине. Выступала в крупнейших оперных театрах мира, много концертировала. В 1936—1942 годах была постоянной участницей Байройтских фестивалей. В 1961 году она покинула сцену и занялась преподаванием. Одной из лучших партий певицы была Адриано в опере Вагнера «Риенци» (фрагменты из оперы в 1941 записаны певицей на фирме «Preiser».
В 1928 году вышла замуж за режиссёра Вальтера Бюльтемана (нем. Walter Bültemann, 1879-1949).

## Партии
- «Кармен» Бизе — Кармен
- «Электра» Штрауса — Клитемнестра
- «Трубадур» Верди — Азучена
- «Дон Карлос» Верди — Эболи
- «Аида» Верди — Амнерис
- «Бал-маскарад» Верди — Ульрика
- «Ирландская легенда» Эгка — Оона
- «Лоэнгрин» Вагнера — Ортруда
- «Валькирия» Вагнера — Фрика
- «Риенци» Вагнера — Адриано
- «Тристан и Изольда» Вагнера — Брангена